# Steve Noode
Steve Noode (* 2. Juni 2005 in Yaoundé) ist ein kamerunischer Fußballspieler. Aktuell steht der Innenverteidiger als Leihspieler des FC Schalke 04 bei Union Titus Petingen unter Vertrag.

## Karriere
Von 2019 bis 2021 spielte er in der Indomables Cameroun Académie, ab 2021 war er in der AS International Football Académie tätig.
Im August 2024 wechselte er nach Deutschland zum Zweitligisten FC Schalke 04, bei dem er einen bis 2029 laufenden Vertrag erhielt. Schalkes damaliger Sportdirektor Marc Wilmots sagte über den Neuzugang, dass er „lange und ausgiebig beobachtet“ wurde und es eine gemeinsame Entscheidung zwischen ihm und Kaderplaner Ben Manga war, den Spieler zu verpflichten. Betont wurde, dass der Spieler „Teil der langfristigen Kaderstrategie“ sei und „langsam an das Team herangeführt werden“ solle. Bis zur Winterpause kam er aber zu keinem Einsatz und da er für die zweite Mannschaft in der viertklassigen Regionalliga West nicht spielberechtigt war, man ihm dennoch Spielpraxis im Pflichtspielbereich geben wollte, absolvierte er im Januar 2025 ein Probetraining beim österreichischen Bundesligisten SCR Altach.
Nach dem erfolgreichen Probetraining wurde am 30. Januar 2025 bekannt gegeben, dass Noode für eineinhalb Jahre an die Altacher verliehen wird. Ben Manga konkretisierte, dass man ihm „Spielpraxis auf gutem Niveau in Europa“ bieten wolle. Sein Debüt in der Bundesliga gab der Innenverteidiger anschließend im Februar 2025, als er am 17. Spieltag jener Saison gegen den Grazer AK in der Startelf stand. Für die Altacher kam er bis Saisonende aber nur zu zwei weiteren Bundesligaeinsätzen, sodass die Leihe im Juni 2025 vorzeitig beendet wurde.
Zur Saison 2025/26 wurde Noode daraufhin nach Luxemburg an die Union Titus Petingen weiterverliehen.

## Spielweise
Marc Wilmots hob bei der offiziellen Verkündung des Transfers Noodes „körperlich gute Grundvoraussetzungen“ und „die richtige Mentalität, nämlich permanent lernen und besser werden zu wollen“ hervor. Noode ist Linksfuß.